# Battaglia di Changping
La battaglia di Changping è la battaglia più famosa combattuta da Qin prima della sua unificazione della Cina. Nel IV secolo a.C. al tempo degli Stati Combattenti, dopo la riforma, lo Stato di Qin diventò sempre più forte al punto che col re Zhao era ormai il più potente dei sette maggiori Stati del tempo.

## L'invasione Han
I Qin invasero gli Han nel 265 a.C., con l'intenzione di annettere la provincia Han di Shangdang (nell'attuale provincia dello Shanxi) tagliando tutte le sue comunicazioni con il resto di Han. L'esercito Qin entrò nel territorio Han e le principali vie di comunicazione e le fortezze lungo le montagne Taiheng furono prese in quattro anni. Shangdang era completamente isolato dal resto degli Han e stava per cadere.
Gli Han, disperati, decisero di dare lo Shangdang al vicino regno Zhao. Contro il consiglio dei suoi consiglieri, che credevano che avrebbe portato un disastro per il suo regno, il re Xiaoxing accettò il territorio. Quindi ha inviato Lian Po per affrontare la minaccia rappresentata dai Qin. I due eserciti, per un totale di oltre un milione di uomini, si incontrarono a Changping nel 262 a.C. L'esercito di Qin, guidato da Wang He affrontò quello di Zhao, guidato da Lian Po.
Lian Po, dopo aver studiato le formazioni Qin e aver subito diverse sconfitte minori, decise che l'unico modo per fermare i loro attacchi era la pazienza. Costruì diverse fortezze e si accampò, aspettando che l'esercito nemico se ne andasse. Nonostante ciò, l'esercito Qin una volta riuscì a forzare le linee Zhao. Tuttavia, non avevano il potere o l'equipaggiamento per sconfiggere definitivamente l'esercito Zhao e la battaglia si trasformò rapidamente in un vicolo cieco, per più di tre anni.

## La svolta del confronto
Il Qin non aveva intenzione di arrendersi. Le spie furono inviate nei regni Han e Zhao per diffondere la voce che Lian Po era troppo pauroso e vecchio per combattere le battaglie. Il re, sentendo questo, decise di licenziare Lian Po e sostituirlo con Zhao Kuo, figlio di un altro famoso generale, Zhao She. Allo stesso tempo, il Qin ha sostituito Wang He con il famoso generale Bai Qi.
La leggenda narra che sul letto di morte, Zhao She disse a sua moglie di non lasciare mai che Zhao Kuo comandasse un esercito. Così la moglie di Zhao She, sentendo la nomina di Zhao Kuo come generale, andò a trovare il re di Zhao e il suo ministro Lin Xiangru e cercò di convincerli a rinunciare a questa nomina, che il re rifiutò.
Quando Zhao Kuo prese il comando nel luglio dell'anno 260 a.C., ordinò al suo esercito di lanciare un'invasione del campo Qin. Quest'ultimo finse di ritirarsi e allo stesso tempo preparò 25 000 uomini per bloccare la ritirata dell'esercito di Zhao. Quando Zhao Kuo ordinò l'assalto alla fortezza di Qin, 5 000 uomini Qin catturarono la fortezza di Zhao. Privati della loro base, le forze Zhao costruirono un nuovo campo su una collina, preparandosi a resistere.
Quando il re di Qin apprese la notizia, corse a Henei (vicino alla provincia dello Shaanxi) e ordinò a tutti gli uomini sopra i quindici anni di fornire tutta l'assistenza possibile per bloccare rinforzi e rifornimenti. Gli stati di Qi e Yan stavano arrivando con l'aiuto di Zhao, e non si doveva perdere tempo.
L'accampamento di Zhao fu quindi assediato per 46 giorni. A settembre, affamate e assetate, le forze di Zhao hanno effettuato due disperate sortite guidate da Zhao Kuo. Fu ucciso dagli arcieri Qin e il suo esercito fu sconfitto.

## La fine di una battaglia memorabile
La leggenda narra che Bai Qi liberò solo 240 dei giovani soldati Zhao. Il resto, che comprendeva oltre 400 000 prigionieri di guerra Zhao, fu sepolto vivo. In totale, lo Zhao perse oltre 450 000 soldati e il Qin perse metà del suo esercito. I quattro anni di battaglie lasciarono entrambi i paesi incruenti, ma a differenza di Zhao, Qin si ricostruì rapidamente.
Con questa vittoria, il Qin aveva stabilito la sua superiorità militare sugli altri stati. Seguirono molte altre campagne, in particolare per consentire la conquista di Chu. Tuttavia, indipendentemente dall'entità dello spargimento di sangue, la vittoria finale del Qin era garantita.